# Máfia da Loteria Esportiva
A Máfia da Loteria Esportiva foi um esquema criminoso de manipulação de resultados do futebol brasileiro que visava fraudar resultados das partidas em favor de um grupo de apostadores da Loteria Esportiva, que era o principal jogo de azar da época.
O esquema foi revelado pela revista Placar em outubro de 1982. Por conta dessa reportagem, o repórter Sérgio Martins foi agraciado com o Prêmio Esso de Jornalismo de 1982 na categoria geral. Em 1985, três anos após a denuncia feita pela revista Placar, a Polícia Federal anunciou a conclusão do inquérito: Dos 125 acusados na reportagem, apenas 20 pessoas foram indiciadas. O gerente de Loterias da Caixa em 1989, Juarez José de Lima, garantiu à época que o escândalo não chegou a abalar a loteria. Em contrapartida, a revista Placar acabou sofrendo um prejuízo grande com os processos e indenizações.

## O Caso

### Antecedentes
Em 1975 estourou um escândalo envolvendo as loterias esportivas no futebol carioca. O árbitro Neri José Proença, que depois seria citado na denúncia da Placar, e o jornalista Ênio Monteiro foram acusado de oferecer suborno para dois jogadores do Madureira, o goleiro Waldeck Nascimento e o zagueiro Orlando Santos, dois jogadores do Bangu, o goleiro Luís Alberto e o zagueiro Serjão, e dois jogadores do Olaria Atlético Clube, o goleiro Ernani e o zagueiro Mário Tito. O grupo estaria interessado em fraudar os resultados da loteria esportiva e teria oferecido Cr$ 10 mil Cruzeiros para cada jogador.

### Denúncia da Placar
Em 1978, no auge de popularidade da Loteria Esportiva, surgiram os primeiros boatos sobre uma máfia armada entre apostadores que se revezavam e faturavam prêmios gordos em dinheiro.
Em 1979, Milton Coelho da Graça, então diretor da revista Placar, comentou com Juca Kfouri, então editor de projetos especiais e que cuidava da seção sobre a Loteria Esportiva, que vinha notando algumas coincidências quando poucas pessoas ganhavam em um teste. A pedido de Milton, Juca foi a Brasília pedir para ver os bilhetes premiados, mas o pedido foi negado, com a alegação de sigilo bancário.
Nesse mesmo ano, Milton deixou a Editora Abril, e Juca foi promovido a seu posto. Ainda com as suspeitas em relação à Loteria Esportiva, todo o fim de mês provocava a redação: "Quem é o macho para descobrir a sacanagem da Loteria Esportiva?" Mas ninguém se pronunciava. Em outra viagem a Brasília, pediu novamente para ver os cartões ganhadores. Desta vez, mostraram-lhe alguns: "Nego colocava jogo triplo em partida que se cravaria seco", conta Juca. "Corinthians × Juventus, triplo. Flamengo × Olaria, triplo. Vasco × Botafogo, Vasco. Atlético-PR × Coritiba, Coritiba. Inter × Livramento, triplo. Não é possível. Eles cravam triplo em jogo fácil e seco para jogo difícil. Tem alguma coisa estranha nisso." Quando comentou suas suspeitas na redação, no dia seguinte, conseguiu um voluntário para a empreitada: Sérgio Martins. Juca deu a ele prazo de um ano, cumprido à risca: no número 648, de 22 de outubro de 1982, foi publicada extensa reportagem sobre o caso, com denúncias de corrupção e manipulação de resultados. "A Loteria Esportiva é séria até a bola rolar", admitiu o radialista Flávio Moreira, um dos envolvidos.
De acordo com a Placar, o esquema começava com a escolha dos 13 jogos que iriam compor o sorteio. Quem escolhia os jogos era o chefe do setor de loteria da agência de notícias, Sportpress, Flávio Moreira, que foi o principal delator. Depois partia-se para o suborno simples dos jogadores.

### Os citados
Os nomes investigados incluíam seis Bola de Prata (Joel Mendes, Joãozinho, Marco Antônio Feliciano, Luisinho Lemos, Edson Cimento e Samarone) e dois campeões mundiais com o Brasil (Marco Antônio Feliciano e Amarildo)
Os nomes citados que depois prestaram depoimento ao delegado Louzada:
Jogadores: Joel Mendes, Jairo, Vandeir, Toinho, Tobias, Joãozinho, Marco Antônio Feliciano, Julio Marinho, Orlando Lelé, Carlos Alberto Gomes (China), Gaúcho Lima, Alexandre Bueno, Duílio Dias Júnior, Luisinho Lemos, Ozires de Paiva, Zé Maurício, Paulo Maurício, José Augusto Ellwanger Freire (Zé Augusto), Washington Luiz Beltrão, Carlos César de Oliveira, José Carlos Paúra, Luizão Bangu, Bianor Roque Duarte, Tadeu Macrini, Edson Cimento, Reginaldo Pereira de Mesquita, Celso Gavião, Jorge Luís Cocota, Heraldo Gonçalves da Silva, Gelson Fogazzi Rocha, Zézinho Figueroa, Luiz Antônio Vieira, Joel Anapolina, Celso Augusto Alves Pereira, Sebastião Botelho Filho (Tião), Frederico Chimiti Neto (Dico), Dutra, Ademir Itabuna, Luiz Antonio Toledo (Totó), José Marcelo de Almeida (Marcelo), Mazarópi, Hélio Show, Pedro Pradera, Walter Ferraz de Negreiros, Sebastião Macalé, Hílton José Moura, Jorge Romero Filho.
Técnico: Bolão, Daltro Menezes, Renê Carlos da Silva, Milton Buzetto, Dreyer, Avelino de Souza Abreu (Mosquito), Daniel Pinto, Lélio Borges. 
Dirigente: Fernando Osana, Juca Paz, Luís Afonso Camargo, José Calazans, Edmundo dos Santos Cigarro, Pedro Hamilton Nery, Dário Cruz, Benedito Dourado da Luz, Ebes Lima Guimarães, Clélio Falcão.
Árbitro: Maurílio José Santiago, Walquir Pimentel, Carlos Alberto Valente, Clinamute Vieira França, Luís Carlos Félix, José Ubaldo Biagioni, Aírton Vieira de Moraes (Sansão), José Aldo Pereira.
Jornalista: Alberto Damasceno, Flávio Moreira, Romulo Maiorana.
Empresário: João Nunes da Costa Filho, Leon Barg, Rodolpho Makarem, Antônio Real, Carlos Duarte, Manoel dos Santos Sá,  Carlos Alberto Fernandes (Fubá), Raul Ragebi, Marcos Pereira Martins (Marcos Batata), Oberdan Nazareno Vilain, Alfredo Saad, Salomão Saadi, Carlos Alberto Fernandes, Samarone, Amarildo, Anísio Abraão David, Manoel Rodrigues Mansur, Janos Tatrai, Herman Ferreira Lopes, Fernando Franco, Ézio Ferreira, Antônio Pi, Antônio Visco, Divalmiro Sales
Político: Milton Reis.

### Repercussão
Assim que a reportagem veio a público, o presidente da CBF, Giulite Coutinho , pediu ao Ministro da Justiça, Ibrahim Abi-Ackel, a apuração das denúncias. Os jogadores citados prometeram processar a revista, que só teria a palavra do delator, o radialista Flávio Moreira. A Placar alegou que tinha duas testemunhas para cada jogador acusado. Juca Kfouri desafiou: "Estou documentado, de posse de recibos, reproduções de cheques etc. É com isso que vamos pegar, principalmente os grandes figurões, tão logo entrem na justiça.". A Polícia Federal abriu inquérito em São Paulo. O Sindicato dos Atletas de Futebol do Estado do Rio de Janeiro (Saferj), presidida à época por Zico, convocou um boicote à revista Placar. Os sindicatos de São Paulo e Minas Gerais aderiram ao boicote à revista. O juiz de futebol Neri José Proença entrou com uma ação tentando impedir a circulação da revista. Alguns dias depois, o sindicato de Goiás entrou em ação contra a revista e os jornalistas que assinaram a matéria. 
O principal delator, o radialista Flávio Moreira, firmou um contrato remunerado para ser colaborador da Placar por dois meses, o que levantou acusações de que a revista teria oferecido dinheiro pelas acusações. Flávio alegou que os motivos que o levaram a denunciar o esquema era de que ele estava desempregado e pediu ajuda financeira para a máfia, mas os chefes do esquema teriam recusado.
O presidente do Botafogo, Emmanuel “Maninho” Sodré Viveiros de Castro, saiu em defesa da matéria e afastou dois jogadores: "Sem citar nomes temos dois casos registrados no Botafogo. (...). Em dois jogos do Campeonato Carioca de 1983, recebemos a informação de que um deles iria amolecer.". Já o treinador Lédio Borges do América respondeu com tranquilidade: "Sim, pertenço a Máfia. Estou nisso há muitos anos e já fiz mutretas em muitos estados brasileiros, como Bahia, Goiás, Pernambuco e Ceará. Só que provar é muito difícil e asseguro que tudo continuará como antes.".  

### Investigação
Em maio de 1985, o jornalista Marcelo Rezende depôs na CPI que investigava as denúncias.
O delegado João Ricardo Louzada assumiu as investigações e colheu 350 depoimentos, entre dirigentes, jogadores, técnicos, árbitros e jornalistas. Louzada ouviu todos os citados nas reportagens e alegou que a Máfia existiu e teria provas concretas de ações criminosas entre 1979 e 1982. O principal delator, o radialista Flávio Moreira, afirmou que tomou conhecimento do esquema em 1975. Fatos novos continuaram a aparecer. Em 1985, o delegado João Domingos dos Santos Filho mandou prender o comerciante Ary Gil Cahet e o ex-goleiro Hudson por fazerem parte do esquema.
Em 12 de setembro de 1985, o diretor de loterias da Caixa Econômica Federal, Aécio Neves, se reuniu com o  Diretor-Geral da Polícia Federal, Luiz de Alencar Araripe, e externou a preocupação da Caixa com a demora na apuração dos fatos. Após a reunião, a Polícia Federal anunciou a avocação das investigações, que passou a ser liderada pelo Delegado Paulo Lacerda para "dinamizar" as investigações e por economia processual.

### Conclusão
Nenhum dos 125 denunciados, entre jogadores, dirigentes, árbitros, técnicos e personalidades, foi preso. Apenas 20 pessoas foram indiciadas. A conclusão do inquérito, realizada pelo Delegado Paulo Lacerda, foi a de: “não existia uma organização de manipulação, mas apenas alguns grupos isolados”.
Segundo Washington Rodrigues: "No final indiciaram 20 pés-de-chinelo, como o ex-coleguinha Flavio Moreira, e encerraram o inquérito.".
Os 20 indiciados foram:
- Ary Gil Cahet, comerciante.
- Manoel Rodrigues Mansur, comerciante
- Roque Antônio Pereira Pires, comerciante.
- Leon Barg, comerciante, radicado em Curitiba.
- Azziz Abdalla Domingos, industrial e comerciante.
- João Nunes da Rocha Filho, bancário.
- Flávio do Nascimento Moreira, jornalista cearense.
- José Alberto Damasceno, jornalista cearense.
- Claudio Leite Pereira, ex-supervisor de futebol.
- Tião Abatiá, ex-jogador, ídolo do futebol paranaense.
- Mário Paraná, ex-jogador.
- Élcio Sapatão, ex-jogador.
- Paulo Maurício, ex-jogador.
- Hudson, ex-jogador.
- Biluca, ex-jogador.
- Mug, ex-jogador.
- Sérgio Luis Pereira, ex-jogador.
- Divininho, ex-jogador.
- “Machado” Ramos da Luz, ex-treinador.
- Orlando de Oliveira Antunes, jornalista.

Em 4 de setembro de 1989, com a reputação manchada, a loteria esportiva teve seu último concurso e só retornaria ao mercado reformulada em 1994.

## Ver Também
- Máfia do Apito
- Máfia das Apostas